# Gonolek à ventre rouge
Laniarius erythrogaster
Espèce
Statut de conservation UICN

 LC  : Préoccupation mineure
Le Gonolek à ventre rouge (Laniarius erythrogaster) est une espèce de passereaux de la famille des Malaconotidae. Son aire de répartition s'étend au cœur de l'Afrique et recouvre les pays suivants : le Burundi, Le Cameroun, la République centrafricaine, le Tchad, la république démocratique du Congo, l'Éthiopie, le Kenya, le Nigeria, le Rwanda, le Soudan du Sud, le Soudan, la Tanzanie et l'Ouganda. 